# Velika Horvatska
 Velika Horvatska  (régi magyar neve Nagy-Horváti) falu Horvátországban Krapina-Zagorje megyében. Közigazgatásilag Desinićhez tartozik.

## Fekvése
Krapinától 14 km-re délnyugatra,  községközpontjától 8 km-re délkeletre a Horvát Zagorje északnyugati részén fekszik.

## Története
A település a középkorban nagytábori uradalom része volt. 1502-ben Corvin János horvát-szlavón bán a Rákayaknak adta, akik egészen 1793-ig a család kihalásáig birtokolták. Ők építették fel a mai kastély elődjét, azt a kúriát melyet Miksa császár Rátkay II. Péternek írt levelében 1571-ben említenek először "curia felseo Horwaczka" néven. Rátkay Péter 1579 és 1585 között új kúriát építtetett a faluban, mely a végrendeletében is szerepel.  A hagyomány szerint a helyiek az épületet megvédték a török támadásától. A kora barokk kastélyt feltételezések szerint 1611-ben építették fel, melyet egy a kastély megmaradt szárnyára helyezett kőtáblán olvasható felirat is megerősíteni látszik. A történeti tényeknek azonban ellentmond, hogy a kőtáblán a Pálfy és Erdődy család neve látható, akik nem voltak a kastély birtokosai. Emiatt nem kizárt, hogy a kőtáblát máshonnan hozták át ide. A Rátkayak után a kastélynak több birtokosa volt, majd 1842-ben V. Ferdinánd Ottefels-Gschwin Ferenc bárónak adományozta, aki klasszicista stílusban építtette át.  Örökösei az uradalmat jelentősen gyarapították, a kastély mellé pedig mintegy öt hektár területen nagy parkot létesítettek. Az első világháború kezdetekor a majorokkal és a kastéllyal eladták a helyi parasztoknak, akik a birtokot felparcellázták.
A településnek 1857-ben 207, 1910-ben 432 lakosa volt. Trianonig Varasd vármegye Pregradai járásához tartozott. A településnek 2001-ben 307 lakosa volt.

## Nevezetességei
A Rátkay-kastély 1611 körül épült fel eredetileg reneszánsz - kora barokk stílusban, majd a 19. században klasszicista stílusban építették át. A kastély eredetileg szabálytalan téglalap alaprajzú négyszárnyú, árkádos épület volt belső udvarral. A kastélyt a 19. században nagy parkkal övezték, melyben két halastó és pálmaház is állt. Az eredeti négy kastélyszárnyból ma már csak egy áll, melyben 1914-től általános iskola működik. Amikor a tulajdonosok az épületet eladták a parasztoknak az épület három szárnyát lebontották és építési anyagként hasznosították. A gazdasági épületeket, három istállót, egy kádár és egy bognár műhelyt már az I. világháború előtti években lebontották. Az öt hektáros kastélypark is áldozatul esett a tulajdonosváltásnak. Felparcellázták és területén szántóföldet alakítottak ki. Mára csak néhány magányos fa maradt fenn belőle.